# 御後絵

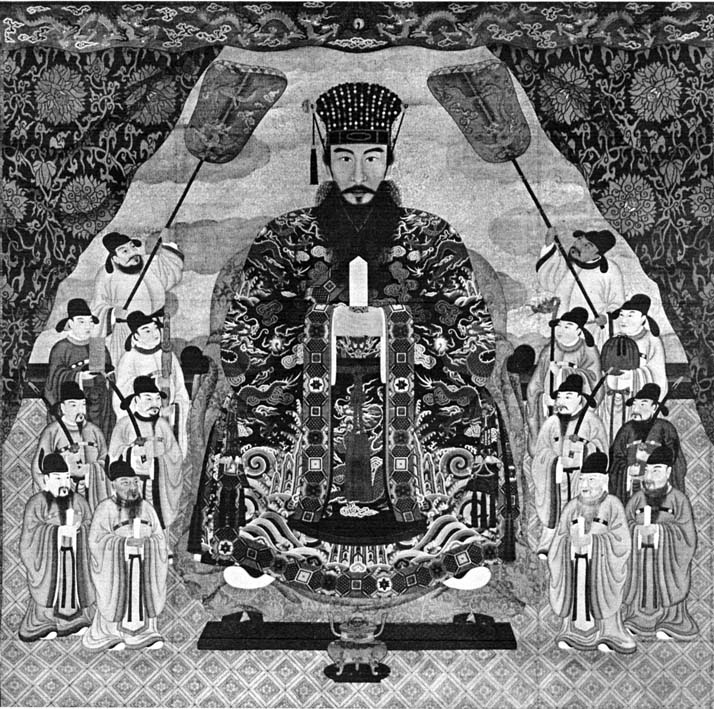
第二尚氏第18代尚育王の御後絵のモノクロ写真（鎌倉芳太郎撮影）

御後絵（おごえ、沖縄語：うぐい）は、琉球国王の肖像画。起源は不明だが、15世紀から19世紀頃に、琉球独特の様式をつくりあげた。

## 概説
死後に描かれ、円覚寺（那覇市）に納められた。絵は彩色で、形式は定型化しており、国王を中心に重臣・従者が配置される。国王の姿はひときわ大きく描かれ、その権威と偉大さを強調して表現されている。実物の他に、「お扣え（おひかえ）」と呼ばれる写しが多く作成された。
明治初期の琉球処分により琉球王国が終焉を迎えると、御後絵は中城御殿に移された。1945年の沖縄戦によって円覚寺も中城御殿も焼失。金庫に納めて中城御殿の防空壕に避難させたはずの御後絵もすべて行方不明となり、戦前に鎌倉芳太郎が撮影した「お扣え」のモノクロ写真10点だけが往時を偲ぶよすがとなっていた（これらは首里城公園南殿に展示されている）。
戦後、残された写真及び中国側の資料などを元に復元が試みられている。まず、1996年に佐藤文彦がアクリル絵の具などを用いた10点の復元を発表した。そして、2012年に第二尚氏第18代尚育王の御後絵が東京芸術大学により復元された。

## 実物の発見

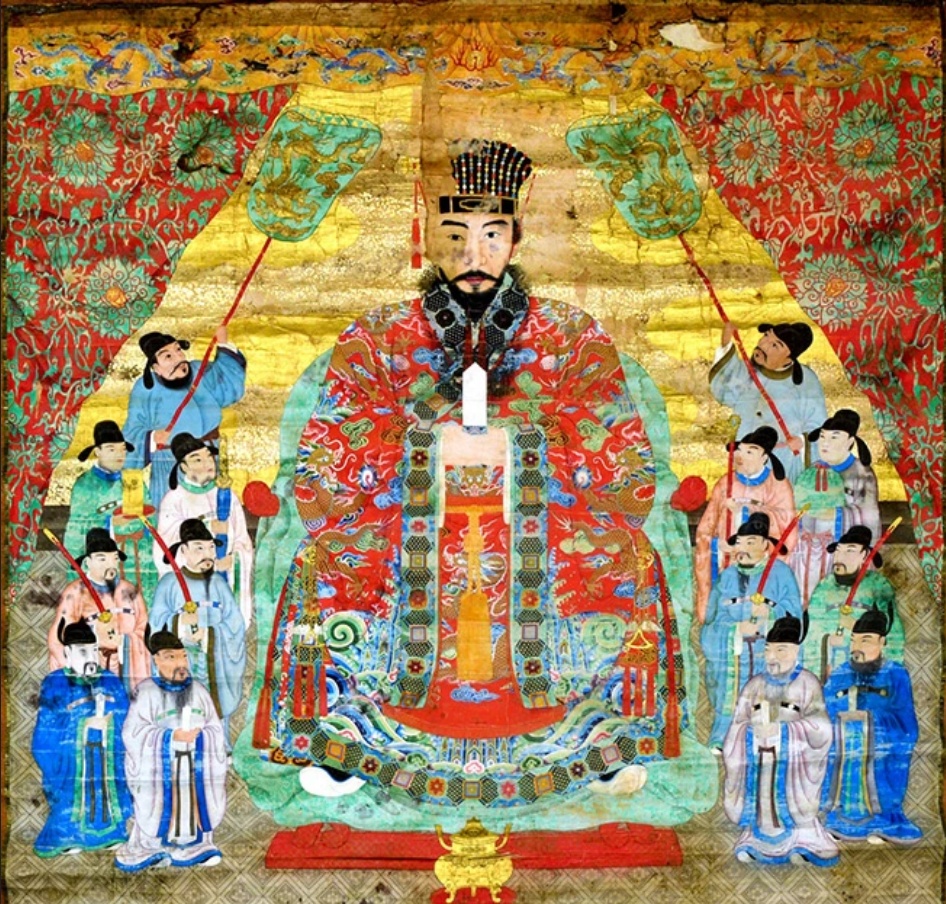
2024年、戦後初めて公開された尚育王の御後絵。戦前撮影のものと比べて、全体的に傷みがあり、絵の顔の部分に加筆が確認できる

2024年3月15日に玉城デニー沖縄県知事は、戦争によって流出しアメリカで発見された文化財22点が沖縄県庁に引き渡されたことを発表。その中には、第二尚氏第13代尚敬王と同18代尚育王の御後絵、さらにこれまで鎌倉の写真記録からは確認されなかった第二尚氏第4代尚清王のものとみられる御後絵が含まれていた（このほか、3分割された御後絵も引き渡されている）。御後絵の現存が確認されたのは、戦後初。沖縄県と有識者による「返還文化財保存修復検討委員会」によると、中国製の唐紙を台紙に、日本製の美濃紙を補強用の裏打ち紙に使用しており、さらに蛍光X線分析によって国王の帯や香炉を描いた部分に顔料として金が使われていることが分かった。
沖縄県庁は2001年にアメリカ連邦捜査局（FBI）の盗難美術品ファイルに登録し、2023年3月に発見の連絡が入ったと述べている。FBIによると、マサチューセッツ州の退役軍人の家で家族が遺品整理をしていた際に発見したと説明しているが、この退役軍人は第二次世界大戦の際に沖縄を含むアジア太平洋地域には派遣されておらず、どの様な経緯で退役軍人の手に渡ったのかは不明としている。
2025年4月22日、返還された御後絵のうち、3分割された御後絵の中央部分（王が描かれている）が沖縄県立博物館・美術館で一般公開された（～4月30日）。御後絵の一般公開は、返還後初。沖縄県は同年6月から、「戦後80周年事業」として御後絵4点の修復作業と詳細な調査に着手する。県は、すべて完了するまで約6年かかる見込みとしている。